# Georgi Jordanov
Georgi Jordanov (bolgárul: Георги Йорданов, Plovdiv, 1963. július 21. – ) bolgár válogatott labdarúgó.

## Pályafutása

### Klubcsapatban
1980-ban kezdte a pályafutását a Lokomotiv Plovdiv csapatában. 1982-től 1985-ig a Szliven együttesében szerepelt. 1985 és 1990 között a Levszki Szofija játékosa volt, melynek tagjaként 1986-ban kupát nyert, 1988-ban pedig bajnoki címet szerzett. 1990 és 1993 között Spanyolországban a Sporting Gijón labdarúgója volt. Az 1993–94-es idényben a Marbellát erősítette. 1994-ben hazatért a Szeptemvri Szofija csapatához, ahol két szezont töltött. 1997 és 1999 között a CSZKA Szofijában játszott, melynek a játékosaként 1997-ben bajnoki címet szerzett és megnyerte a bolgár kupát. 1999 és 2000 között a Szpartak Plevenben szerepelt. 2001-ben a Csernomorec Burgaszban fejezte be a pályafutását.  

### A válogatottban
1983 és 1992 között 40 alkalommal szerepelt a bolgár válogatottban és 3 gólt szerzett. Részt vett az 1986-os világbajnokságon.

## Sikerei, díjai
Levszki Szofija
- Bolgár bajnok (1): 1987–88
- Bolgár kupagyőztes (1): 1985–86

CSZKA Szofija
- Bolgár bajnok (1): 1996–97
- Bolgár kupagyőztes (1): 1996–97